# Instone Air Line
Instone Air Line war eine der ersten britischen Fluggesellschaften. Sie wurde 1919 durch die in Cardiff beheimatete Reederei S. Instone & Company Limited eingerichtet. Im Jahr 1924 vereinigte sich Instone Air Line mit drei weiteren Unternehmen zu Imperial Airways, dem Vorläufer von British Airways.
Sie ist nicht zu verwechseln mit Instone Airline (1981), die von 1981 bis etwa 1996 Flugbetrieb mit Bristol 170 und Douglas DC-6 durchführte.

## Geschichte
Da die per Post versandten Frachtpapiere oftmals verspätet bei den Kunden eintrafen und Schiffe nicht sofort entladen werden konnten, richtete die Reederei Instone & Company Ende 1919 eine private Luftpostverbindung über London nach Paris ein. Das erste Flugzeug war eine Airco DH.4.
Seit April 1920 betrieb Instone die Teilstrecke London–Paris unter dem Namen Instone Air Line als öffentliche Fluggesellschaft. Die Luftflotte wuchs daraufhin auf zehn Passagier- und Frachtmaschinen, die am Flughafen London-Croydon stationiert wurden. Am 1. Januar 1922 führte Instone als erstes Luftfahrtunternehmen Uniformen für seine Piloten und die übrigen Angestellten ein.
Im Mai 1922 nahm das Unternehmen den Liniendienst zwischen London und Brüssel auf. Aufgrund des scharfen Wettbewerbs mit den Franzosen einigten sich die britischen Fluggesellschaften darauf, den Verkehr nach Paris ab Oktober 1922 der Handley Page Transport zu überlassen. Als Ausgleich verlängerte Instone die Brüsseler Strecke bis nach Köln.
Im Jahr 1923 forderte eine von der britischen Regierung eingesetzte Kommission die Vereinigung der wichtigsten britischen Fluggesellschaften, um ein finanziell leistungsfähiges Unternehmen für die zu erwartenden Veränderungen im Luftverkehr zu schaffen. Aufgrund dieses Untersuchungsberichts schlossen sich Instone Air Line, Handley Page, Daimler Airway und British Marine Air Navigation am 1. April 1924 zusammen. Gemeinsam bildeten sie die Imperial Airways.

## Flotte
| Flugzeugtyp                | Anzahl | in Dienst | Anmerkungen                                                                   |
| -------------------------- | ------ | --------- | ----------------------------------------------------------------------------- |
| Airco DH.4                 | 1      | 1919      | 1924 an Imperial Airways                                                      |
| Airco DH.18                | 4      | 1921      | ein Flugzeug 1922 an Daimler Airway, die übrigen 1923 an britische Regierung  |
| BAT F.K.26                 | 1      | 1920      | eingesetzt bis 1922                                                           |
| Bristol Type 47 Tourer     |        |           |                                                                               |
| Bristol Type 62 Ten-seater | 1      | 1922      | an Handley Page Transport, 1924 an Imperial Airways                           |
| De Havilland DH.34         | 4      |           | 1924 an Imperial Airways                                                      |
| Vickers Vimy Commercial    |        |           |                                                                               |
| Vickers Vulcan             | 3      | 1922      | zwei Flugzeuge 1922 zurück an Hersteller, das dritte 1924 an Imperial Airways |
| Westland Limousine         | 2      |           |                                                                               |